# Mefisto (hudební skupina)
Mefisto je big beatová skupina, která vznikla v šedesátých letech 20. století. V roce 1963 ji založil František Kopal spolu s Karlem Svobodou, Tomášem Weberem, Alanem Richterem a Milanem Voblizou. Zahraničním vzorem jim byly skupiny Shadows a Ventures, z jejichž repertoáru převzali některé skladby.
Mefisto je první skupina, která přešla z bigbeatové scény na scénu malého hudebního divadla, nejdříve to byla Laterna magika a koncem roku 1965 začalo Mefisto účinkovat v Divadle Rokoko, posléze v divadle Semafor. V divadle doprovázelo zpěváky a v rámci angažmá jezdila skupina jako doprovod po republice s různými programy i vlastními koncerty.
V roce 1966 nahrála skupina hudbu k filmu Každý mladý muž, prvnímu celovečernímu filmu režiséra Pavla Juráčka. V roce 1966 účinkovala v Západním Německu a začátkem roku 1967 v TV show Euro-party v Paříži. Hrála ve filmu Kulhavý ďábel a Dáma na kolejích.
V letech 1964 – 1968 skupina doprovázela naše přední zpěváky (viz níže - kapitola Zpěváci) na nahrávkách Supraphonu.

## Hudebníci skupiny
- Petr "Pete" Kaplan – kytara, foukací harmonika, zpěv. Hrál ve skupině v letech 1964 – 1967, zpíval a nahrál slavnou skladbu Chucka Berryho „Johnny B. Goode“. V roce 1965 byl v anketě fanoušků divadla Rokoko oceněn jako nejlepší doprovodný kytarista, stejné ocenění dostal i na beatových festivalech v pražské Lucerně. Skupinu opustil v roce 1968, kdy obnovil skupinu Samuels Band[1] s novým názvem Mickey and the Samuels.
- Karel Svoboda – klávesy. V období spolupráce se skupinou Mefisto vznikly jeho první gramofonové desky - Slunce za oknem (1965). Hitem se stala píseň Stín katedrál s Václavem Neckářem a Helenou Vondráčkovou, dále Nechte zvony znít a Nepiš dál s Martou Kubišovou. V Západním Německu nahrál spolu s Mefistem v roce 1965 instrumentální skladby Start Gemini a Návrat Gemini, u nás vydáno v Supraphonu. Spolupráci se skupinou ukončil v roce 1968[2].
- Ota Jahn – sólová kytara, složil vlastní slavnou skladbu Monika.
- František Kopal – saxofon, kapelník skupiny
- Jiří Dospěl, zvaný „Kuzma“ – baskytara, zpěv. Hrál také ve skupině Radka Tomáška (1979–1981), spolupracoval i s Michalem Tučným a Václavem Neckářem.
- Milan Vobliza – bicí, hrál také ve skupině Crystal
- Tomáš Weber – kytara, sólo ve skladbě Midnight
- Alan Richter – kytara, před příchodem Oty Jahna druhý sólový kytarista vedle Tomáše Webera. Na koncertech vynikl především v úpravě Mozartova Tureckého pochodu
- Zdeněk Rytíř – baskytara, klávesy, zpěv, nazpíval na desky Supraphonu skladbu Keep On Running od Spencer Davis Group
- Václav Šimeček – kytara, 1966–1969
- Pavel Říčař – kytara

## Zpěváci
Se skupinou Mefisto nahráli pod hlavičkou Supraphonu písně známí zpěváci šedesátých let:
- Václav Neckář – Tenhle bílej měsíc (1965), Táborák pro dva (1966), Stříbrná flétna (1966), Ša-la-la-la-li (1966), Pláč (As Tears Go By z repertoáru Rolling Stones), 1966), Když vítr zafouká (1966) a Tam Tam (1966).
- Waldemar Matuška – Čtyři koňský kopyta (1966), Vítr to ví (Blowin’ In the Wind z repertoáru Boba Dylana, 1967), Krysař (1967)
- Jaromír Mayer – Temný stín (bodoval i na Houpačce manželů Černých, 1965, reedice na CD kompilaci k filmu Rebelové (2002), Slunce za oknem (duet s Karlem Svobodou, 1965), Ukolébavka pro koně (1965)
- Michaela Prunerová – I Saw Linda Yesterday
- Marta Kubišová – Nechte zvony znít (1967), Na co tě mám (1967), Nepiš dál v TV verzi, Lampa (1968)
- Eva Pilarová – duet Young Lovers s Pavlem Sedláčkem, který převzali od dua Paul and Paula
- Yvonne Přenosilová – Javory[3], He’s So Heavenly, spolu s Pavlem Sedláčkem duet Oh What a Love, který převzali od dua Paul and Paula
- Pavel Sedláček – Hippy Hippy Shake, hit, který proslavila skupina Swinging Blue Jeans
- Helena Vondráčková – Jéňo hrej (1966), Cink, Cink, Kam vteřiny pádí, Dvě jablíčka (1967).
- Zdeněk Rytíř – Keep on running (1967), Ginny Ginny
- Zpívala zde také Hana Pazeltová, která později zpívala i se skupinou Rangers a v roce 1970 emigrovala do Švýcarska

## Instrumentální skladby
- Midnight – hit skupiny Shadows
- Sunny River – hit skupiny Ventures
- Yakety Yeak (Yakety Sax) – hit saxofonisty "Bootse" Randy Randolpha
- Monika – hit Oty Jahna
- Slepice – v úpravě Františka Kopala
- Město mladých
- Ukolébavka listů
- Start Gemini – Karel Svoboda
- Návrat Gemini – hit Karla Svobody
- Loch Lomond
- Lazy Guitar
- I’m Comming Home Baby
- Big Beat Boogie
- Podzimní nálada (Jiří "Kuzma" Dospěl)
- Ranka Chank (Hank Marvin)
- Peter Gun (Mancini)
- Sleep Walk
- I Like Chuck Berry (slide) (Pete Kaplan)
- Rockin´ Boogie (Pete Kaplan)
- Glenneld (Vladěna Bezděk)
- Quatermaster’s Stores (skl. skupiny The Shadows)
- Old Days (Pete Kaplan)
- Food Supply (Pavel Chrastina))
- Odd Wednesday (Míla Růžek)
- Foot-Patter (G. Tomson)

## Současnost
V roce 1987 obnovil Petr Kaplan Mefisto a pořádal koncerty: saxofonista Jiří Janda a Miloslav (Míla) Růžek, baskytarista Jiří Dospěl (později Vráťa Horčík) a Pavel Chrastina, kytarista Ota Jahn a bubeník Milan Vobliza (později Ben Vítek nebo V. Kroupa). V roce 1999 nahrávají album Rock'n'Roll a v roce 2004 vydávají CD Rock'n' Roll Vol. 2. Základem repertoáru byly klasické rock'n'rolly z konce padesátých a začátku šedesátých let, nejčastěji Chuck Berry, Jerry Lee Lewis a Little Richard, tradiční instrumentální tvorba, ale i hity pozdějších let. V roce 2007 Pete Kaplan zemřel.
Po Pete Kaplanovi převzal kytaru bývalý člen Mefista (1966-69) Václav Šimeček. Mefisto hraje občas dál, a to v nové podobě – bicí: Vašek Kroupa, basová kytara: Pavel Chrastina, kytara: Vašek Šimeček, klávesy: Vladěna Bezděk a saxofon: Míla Růžek; zpěv: Viktor Sodoma a hosté. Občas si ještě zahostují bývalí členové Mefista – Milan Vobliza na bicí a Jiří "Kuzma" Dospěl na basovou kytaru a zpěv. Od roku 2012 se Mefisto změnilo k původní sestavě: Milan Vobliza (bicí), Jiří "Kuzma" Dospěl (basová kytara, zpěv), Václav Šimeček (kytara), Pavel Říčař (kytara, zpěv);
hosté: Michal David (klávesy), Vladimír "Boryš" Secký (saxofon), Viktor Sodoma (zpěv), Pavel Sedláček (zpěv), Václav Neckář (zpěv), Pavel Černocký (zpěv) aj.
Skupina Mefisto oslavila 50 let své působnosti na naší hudební scéně a v zaplněném sále divadla U Hasičů si k tomu pozvala hosty, kteří měli s Mefistem co do činění a kteří s Mefistem zpívali - mj.: Vašek Neckář, Pavel Sedláček, Pavel Černocký, Viktor Sodoma, Karel Vágner, Josef Laufer, Olga Matušková aj. Večer byl věnován Zdeňku Rytířovi, který krátce před vystoupením zemřel. Mefisto vystoupilo v jedné ze svých historických sestav: Milan Vobliza bicí, Pavel Říčař kytara, Václav Šimeček kytara, Jiří Dospěl basová kytara, doplněno o Michala Davida (jmenovec známého hitmakera) na klávesy a Boryshe Seckého na saxofon. Doufejme, že se s pionýry z Mefista opět brzy při koncertě shledáme!(F.)

## Diskografie SP, LP a CD
- Midnight / I Saw Lindy Yesterday, Supraphon, 1964, SP
- Ukolébavka pro koně / Slunce za oknem, Supraphon, 1965, SP (Jaromír Mayer)
- Yakety Yeak/ Slepice, Supraphon, 1965, SP
- Monika / Sunny River, Supraphon, 1965, SP
- Temný stín / Vlčí máky, Supraphon, 1966, SP (Jaromír Mayer - Temný stín)
- Javory / Čtyři koňský kopyta, Supraphon, 1966, SP (Yvonne Přenosilová / Waldemar Matuška)
- Mám ráda cestu lesní / Jéňo hrej, Supraphon, 1966, SP (Helena Vondráčková)
- Město mladých / Ukolébavka listů, Supraphon, 1966, SP
- Start Gemini / Návrat Gemini, Supraphon, 1966, SP
- What a Love / He's So Heavenly, Supraphon, 1966, SP (Yvonne Přenosilová & Pavel Sedláček / Yvonne Přenosilová)
- Tenhle bílej měsíc / Stín katedrál, Supraphon, 1966, SP (Václav Neckář / Václav Neckář & Helena Vondráčková)
- Pláč / Když vítr zafouká, Supraphon, 1966, SP (Václav Neckář)
- Ša-la-la-la-li / Stříbrná flétna, Supraphon, 1966, SP (Václav Neckář)
- Night Club 66 – Artia 1966, kompilace (3 skladby Mefista), LP
- Kam vteřiny pádí / Cink-cink, Supraphon, 1967, SP (Helena Vondráčková)
- Night Club 67 – Artia 1967. kompilace (3 skladby Mefista), LP
- Johnny Begoode / Keep on Running, Supraphon, 1967, SP
- Lampa / Zimní království, Supraphon, 1968, SP (Marta Kubišová - Lampa)
- Vítr to ví / Kotva na přídi, Supraphon, 1968, SP (Waldemar Matuška)
- Starý zlatý časy / Pojď, kamaráde, Panton, 1989, SP (Petr Kaplan & Mefisto)
- 30 let v Lucerně; Mefisto & hosté, M-ART, 1990, LP
- Greatest Hits, Supraphon, 1993, CD
- Big Beat 64-65, kompilace skladeb Supraphonu, 1994, CD
- Rock'n'Roll, studio Fontana, 1999, CD
- Rock and Roll ze Sonetu – Prag Data Music, 1999, CD
- Fontana Library Czech 50 to 60, Fontana, 1999, CD
- Rock'n'Roll Vol.2, Areca Music, 2004, CD
- 50 let Rock and Rollu, Areca Multimedia, 2005, CD
- Beatová kolekce 1964-67, Supraphon, 2008, CD
- Story 1964–1992 2CD, Saturn hudební vydavatelství, 2011, 2CD
- 25 nejlepších instrumentálek + DVD. Hudební vydavatelství Saturn 12/2012, CD+DVD
- 50 let Mefista & hosté v divadle U Hasičů (10/2013) hudební vydavatelství Saturn, 12/2016, CD+DVD
- České Fláky - 4 a 5 vydavatelství Saturn, 11/2015 a 12/2016, celkem 4x Mefisto, CD